# Фрайбурзька вища школа музики
Фрайбурзька Вища школа музики (нім. Hochschule für Musik Freiburg) — німецька консерваторія, розташована у Фрайбурзі. Заснована в 1946 року.
Серед найзначніших досягнень Фрайбурзькій Вищої школи музики — робота Інституту нової музики, відкритого в її складі в 1954 році за ініціативою і під керівництвом Вольфганга Фортнера; цей інститут став одним з найважливіших європейських центрів розвитку і дослідження електронної музики.
Партнерські відносини пов'язують Фрайбург з Одеською та Сіднейською консерваторіями, Істменовською школою музики, Варшавською музичною академією. Під патронатом Фрайбурзької Вищої школи музики проходить Міжнародний конкурс скрипалів імені Людвіга Шпора. Випускники школи склали основу відомого ансамблю Ensemble Recherche, спеціалізується на виконанні новітньої академічної музики.